# Tomislav Kaloperović
Tomislav „Toma“ Kaloperović (serbisch-kyrillisch Томислав Калоперовић, türkisch Toma Kaloperoviç, * 31. Januar 1932 in Obrenovac; † 15. Januar 2002 in Belgrad) war ein jugoslawischer Fußballspieler und -trainer. Er arbeitete einen Großteil seiner Trainerkarriere in der Türkei und zählt aufgrund seiner errungenen Erfolge als einer der erfolgreichsten Trainer im türkischen Fußball. Er führte Galatasaray Istanbul in der Saison 1968/69 und Fenerbahçe Istanbul in der Saison 1977/78 zur Türkischen Meisterschaft und wurde dadurch der erste Trainer, der mit zwei unterschiedlichen Vereinen diesen Titel gewinnen konnte. Zudem erzielte er mit Bursaspor einige der wichtigsten Erfolge der Vereinsgeschichte.

## Spielerkarriere

### Verein
Kaloperović begann mit dem Vereinsfußball in der Nachwuchsabteilung von Jedinstvo Umka. 1949 wechselte er zu Metalac Belgrad und startete hier seine Karriere als Profifußballspieler. Mit diesem Klub, der sich im Sommer 1950 in BSK Belgrad umbenannte, spielte Kaloperović in der 1. jugoslawische Fußballliga und belegte mit seinem Team die ersten vier Spielzeiten lang immer Tabellenplätze im mittleren Tabellensegment. In der Saison 1954/55 spielte er mit seiner Mannschaft um die Jugoslawische Meisterschaft mit und wurde am Saisonende Vizemeister. In den Spielzeiten 1953 und 1955 konnte er mit seiner Mannschaft allerdings den Jugoslawischen Pokal holen.
Im Sommer 1955 wechselte Kaloperović zum Liga- und Stadtrivalen FK Partizan Belgrad. Bei diesem Verein eroberte er sich schnell einen Stammplatz. In seiner ersten Saison spielte er mit Partizan um die Meisterschaft und wurde hinter FK Roter Stern Belgrad Vizemeister. Die nächste Spielzeit blieb er mit seinem Klub in der Meisterschaft zwar chancenlos, konnte aber den Jugoslawischen Pokal holen. Kaloperović wurde in dieser Spielzeit auch für die zweite Auswahl der jugoslawischen Nationalmannschaft nominiert und absolvierte für diese mehrere Spiele. Mit der Saison 1957/58 begann er auch für die jugoslawische A-Nationalmannschaft zu spielen. In den Spielzeiten 1957/58 spielte er wieder mit Partizan um die Meisterschaft mit und wurde zwei Mal erneut Vizemeister. Erst in der Saison 1960/61 gewann er mit Partizan die jugoslawische Meisterschaft.
Nach der Meisterschaft mit Partizan, verließ Kaloperović im Sommer 1961 diesen Verein und wechselte ins Ausland zum italienischen Zweitligisten Calcio Padova. Bereits nach einer Saison verließ er auch Padova und heuerte für die Saison 1962/63 beim österreichischen Vertreter Wiener Sport-Club an. Nach einer Saison für die Wiener folgten weitere Einjahresstationen bei Royale Union Saint-Gilloise und NAC Breda.
Nach fünfjähriger Auslandstätigkeit kehrte er im Sommer 1966 in seine jugoslawische Heimat zurück und heuerte bei NK Olimpija Ljubljana an. Für diesen Verein spielte er eine Spielzeit lang, beendete anschließend seine Karriere und übernahm bei diesem Klub den Cheftrainerposten.

### Nationalmannschaft
Kaloperović spielte 1954 ein Mal für die Jugoslawische U-18-Nationalmannschaft. Ab 1956 begann er für die zweite Auswahl der jugoslawischen Nationalmannschaft zu spielen und absolvierte für diese bis ins Jahr 1961 sechs Spiele.
Er wurde 1957 im Rahmen WM1958-Qualifikationsspiel gegen die Rumänische Nationalmannschaft in den Kader der jugoslawische Nationalmannschaft nominiert. In dieser Partie spielte er von Anfang an und gab sein A-Länderspieldebüt. Bis ins Jahr 1961 absolvierte er fünf weitere A-Länderspiele und erzielte bei seinem letzten Länderspiel sein einziges Länderspieltor.

## Trainerkarriere
Kaloperović übernahm im Anschluss an seine Fußballspielerkarriere seinen letzten Klub NK Olimpija Ljubljana als Cheftrainer.
Im Juni 1968 verkündete Mehmet Suphi Batur, der Vereinspräsident vom türkischen Verein Galatasaray Istanbul, dass er sich in Belgrad mit Kaloperović für eine Zusammenarbeit über ein Jahr geeignet habe und dieser ab dem 1. Juli 1968 seinen Amt als Cheftrainer von Galatasaray in Istanbul antreten werde. Bei Galatasaray musste er den Weggang von den langjährigen Spielern Bekir Türkgeldi, Candemir Berkman, Mustafa Yürür kompensieren. Er übernahm mit seiner Mannschaft früh die Tabellenführung und führte den Verein nach sechs Jahren wieder zur türkischen Meisterschaft. Zudem führte er Galatasaray auch ins Finale des Türkischen Fußballpokals, unterlag hier nach zwei Spielen Göztepe Izmir und verpasste so das türkische Double. Nach Saisonende holte er mit seinem Team den Präsidenten-Pokal, den damaligen türkischen Super-Cup. Nach dieser erfolgreichen Saison setzte er sein Amt bei Galatasaray auch in der neuen Saison, der Saison 1969/70, fort. In dieser Saison blieb er mit seiner Mannschaft in der Meisterschaft aber chancenlos und blieb auch in den anderen Wettbewerben titellos. Nachdem Kaloperović in seiner zweiten Saison für Galatasaray hinter den Erwartungen geblieben war, erhielt er von der Vereinsführung keine weitere Vertragsverlängerung.
Für die Saison 1970/71 übernahm Kaloperović den türkischen Erstligisten Bursaspor. Mit diesem Verein führte er über mehrere Wochen die Tabelle der Saison 1970/71 an und beendete die Saison schließlich auf dem fünften Tabellenplatz. Zudem führte er Bursaspor zum ersten Mal in der Vereinshistorie in das türkische Pokalfinale und unterlag hier nach zwei Spielen knapp Eskişehirspor. In dieser Saison wurde er mit seinem Verein auch Premierminister-Pokalsieger und bescherte seinem Verein den ersten Sieg in diesem Turnier. Diesen Verein betreute er bis zum Februar 1973 und trat anschließend von seinem Amt zurück. Bereits im März 1973 übernahm er den Ligarivalen Eskişehirspor und beendete mit dem Verein die Saison auf dem dritten Tabellenplatz. Trotz dieser Platzierung setzte er seine Arbeit bei Eskişehirspor nicht fort. Obwohl erst verkündet wurde, dass Kaloperović für die Saison 1973/74 sich mit Beşiktaş Istanbul einig gewesen war, kam es nicht zu einer Zusammenarbeit. Stattdessen kehrte Kaloperović in seiner Heimat zurück und leitete die Nachwuchsabteilung von FK Partizan Belgrad.
Bereits im März 1974 übernahm er den stark abstiegsbedrohten Erstligisten Mersin İdman Yurdu und setzte damit seine Karriere wieder in der Türkei fort. Nachdem er den Verein zum Saisonende vor dem Abstieg nicht bewahren konnte, verließ er diesen Klub wieder.
Mersin İY hingegen akzeptiere seine Kündigung nicht und drängte ihn zur Erfüllung seines Vertrages. Kaloperović verließ die Türkei und übernahm in seiner Heimat Partizan Belgrad als Cheftrainer. Nachdem er mit diesem Verein die Saison 1974/75 auf dem sechsten Tabellenplatz beendet hatte, führte er diesen in der Saison 1975/76 zur Meisterschaft. Dies bedeutete für den Verein die erste Meisterschaft seit nach elf Jahren.
In die Saison 1976/77 startete Kaloperović ebenfalls bei Partizan Belgrad. Bereits in den ersten Spieltagen dieser Saison erlebte währenddessen der türkische Verein Fenerbahçe Istanbul sehr unruhige Zeit. So erhielten die Spieler Cemil Turan, Engin Verel, Alpaslan Eratlı, Adil Eriç und Arif Aydın Çelik wegen ihrer ausschweifenden Privatlebens Geldstrafen von 3.000 bis 15.000 Türkische Lira, der Sportliche Manager Ercan Aktuna trat von seinem Amt zurück und der rumänische Cheftrainer Ilie Datcu verließ nach eine Anhörung vor der Klubführung das Land. Nach diesen Entwicklungen betreute Nedim Günar interimsweise die Mannschaft und die Vereinsführung erklärte, dass wenn Datcu nicht in kürzester Zeit zurückkehren sollte, man einen neuen Trainer einstellen werde. Unter den möglichen Nachfolgern wurde auch Kaloperović genannt. Nachdem Datcu nach der ihm gegebenen Frist nicht zurückgekehrt war, einigte sich Fenerbahçe zwar mit Kaloperović, jedoch weigerte sich dessen Verein Partizan ihn freizugeben. Nach etwa zehn Tagen konnten die Verantwortlichen von Partizan umgestimmt werden. So kam Kaloperović am 17. Oktober 1976 nach Istanbul und unterschrieb mit Fenerbahçe einen Vertrag. Bei seinem neuen Verein blieb er erst hinter den Erwartungen zurück und beendete mit seiner Mannschaft die Hinrunde in der damals gültigen Zwei-Punkte-Regel mit einem Fünf-Punkte-Rückstand zum Herbstmeister auf dem fünften Tabellenplatz. In der Rückrunde gelang es Kaloperović zwar nicht mit seiner Mannschaft diese Punktedifferenz gegenüber dem Spitzenreiter Trabzonspor abzubauen, jedoch überholte er mit seiner Mannschaft alle anderen Mannschaft und wurde Trabzonspors beständigster Verfolger. Nachdem Trabzonspor sich am 28. Spieltag die Meisterschaft sicherte und aus den zwei verbliebenen Spieltagen nur zwei Punkte herausholte, baute Kaloperović' Fenerbahçe die Punktedifferenz bis auf vier Punkte ab und wurde Vizemeister. In der Saison 1977/78 steigerte Kaloperović seine Vorjahresleistung mit Fenerbahçe. So übernahm er mit seiner Mannschaft bereits am 2. Spieltag die Tabellenführung und verlor diese in den verbleibenden 28 Spieltagen lediglich drei Mal. Nachdem Fenerbahçe sich über den gesamten Saisonverlauf mit Trabzonspor ein Kopf-an-Kopf-Rennen um die türkische Meisterschaft geliefert hatte, wurde am 29. und vorletzten Spieltag die Meisterschaft erreicht und die damalige Dominanz Trabzonspors über den türkischen Fußball das erste Mal unterbrochen. Im April 1978 verkündete der türkische Fußballverband in der kommenden Saison keine ausländischen Trainer in der Liga zulassen zu wollen. Dadurch war Kaloperović gezwungen zum Saisonende Fenerbahçe wieder zu verlassen.
Nach diesen Entwicklungen kehrte Kaloperović in sein jugoslawische Heimat zurück und begann FK Radnički Pirot zu trainieren. Nach einer Saison übernahm Kaloperović FK Napredak Kruševac und beendete mit diesem die Saison 1979/80 auf dem vierten Tabellenplatz und qualifizierte sich mit seiner Mannschaft für den UEFA-Pokal. Ab dem Sommer 1980 trainierte er für zwei Spielzeiten FK Partizan Belgrad und übernahm anschließend 1983 FK Vojvodina Novi Sad. Diesen Verein verließ er im gleichen Jahre wieder und trainierte ihn 1985 ein zweites Mal.
Im Januar 1986 kehrte Kaloperović wieder in die Türkei zurück und übernahm bei seinem früheren Verein Bursaspor das Amt von Muhtar Tucaltan. Mit dem stark abstiegsbedrohten Verein sicherte er zum Saisonende den Klassenerhalt und führte den Klub ins türkische Pokalfinale. Im Finale besiegte seine Mannschaft Altay Izmir mit 2:0 und holte zum ersten Mal in seiner Geschichte diese Trophäe. Nach dieser erfolgreichen Saison blieb er auch in der neuen Saison Cheftrainer bei Bursaspor. Nachdem Kaloperović mit seiner Mannschaft einen unerwartet schlechten Saisonstart erwischte und sich nach elf Spieltagen aus der Abstiegsregion nicht befreien konnte, wurde Anfang November 1986 entlassen.
Im Sommer 1988 übernahm er den griechischen Verein Apollon Smyrnis und trainierte diesen eine Saison lang.

## Tod
Am 15. Januar 2002 wurde Kaloperović zum serbischen Sportsender SOS Kanal, der serbischen Version von Eurosport, als Gastkommentator eingeladen. Während seines Aufenthaltes in den Redaktionsräumen vom SOS Kanal erlitt er einen Herzinfarkt und starb vor Ort an den Folgen.

## Erfolge

### Als Spieler
Mit BSK Belgrad
- Jugoslawischer Vizemeister:1954/55
- Jugoslawischer Pokalsieger: 1953, 1955

Mit FK Partizan Belgrad
- Jugoslawischer Meister: 1961/62
- Jugoslawischer Vizemeister: 1955/56, 1957/58, 1958/59
- Jugoslawischer Pokalsieger: 1957

### Als Trainer
Mit Galatasaray Istanbul
- Türkischer Meister: 1968/69
- Türkischer Pokalfinalist: 1968/69
- Präsidenten-Pokalsieger: 1977/78
- TSYD-Istanbul-Pokalsieger: 1983/84

Mit Bursaspor
- Tabellenfünfter der Süper Lig: 1970/71
- Türkischer Pokalsieger: 1985/86
- Türkischer Pokalfinalist: 1970/71
- Premierminister-Pokalsieger: 1970/71

Mit Eskişehirspor
- Tabellendritter der Süper Lig: 1972/73

Mit FK Partizan Belgrad
- Jugoslawischer Meister: 1975/76

Mit Fenerbahçe Istanbul
- Türkischer Meister: 1977/78
- Türkischer Vizemeister: 1976/77